# 山陰労災病院
山陰労災病院（さんいんろうさいびょういん、英文名称：SAN-IN ROSAI HOSPITAL）は、鳥取県米子市皆生新田一丁目にある独立行政法人労働者健康安全機構が運営する病院である。2024年6月時点、鳥取県選挙管理委員会より、不在者投票のできる施設の一つとして指定されている。

## 沿革
- 1963年（昭和38年）6月 7診療科200床で開院。
- 2004年（平成16年）4月1日 - 運営法人を労働福祉事業団より独立行政法人労働者健康福祉機構へ移行。
- 2016年（平成28年）4月1日 - 運営する法人が、独立行政法人労働者健康福祉機構から独立行政法人労働者健康安全機構へ改組される。
- 2023年（令和5年）開院60年を迎える。

## 診療科
- 内科
- 循環器科
- 心療科
- 神経内科
- 外科
- 整形外科
- 脳神経外科
- 皮膚科
- 泌尿器科
- 眼科
- 耳鼻咽喉科
- リハビリテーション診療科
- 放射線科
- 歯科口腔外科
- 心臓血管外科
- 麻酔科
- 健康診断部

## 院内サービス
- ATMコーナー
  - 鳥取銀行
  - 山陰合同銀行

## 交通アクセス
- 米子駅から日交バス、日ノ丸バス「労災病院行」「イオン行」で20〜22分、労災病院で下車。

### バス停留所
正面玄関前に日本交通・日ノ丸自動車の路線バスが発着するバス停留所（停留所名は労災病院）があり、公共交通機関による交通アクセス条件も良好であるといえる。
- 日本交通・日ノ丸自動車共同運行
  - 皆生温泉・福生九区・上福原経由米子駅方面
  - 福生四区・上福原経由米子駅方面
  - イオン方面

## 医療機関の指定等
- 母子保健法第20条第5項の規定による指定養育医療機関の指定
- 保険医療機関
- 救急告示医療機関
- 生活保護法指定病院
- がん拠点病院に準ずる病院の承認
- 労働者災害補償保険リハビリテーション医療実施施設の指定
- 原子力災害医療協力機関の指定
- へき地医療拠点病院の指定

など

## 医師剣士
同病院に勤務する麻酔科医師が第58回全日本剣道選手権大会に鳥取県代表として出場し、ベスト8に進出した。警察官が多勢を占める大会で唯一の医師剣士であり、警察官以外の出場選手が上位入賞を果たすことは稀である。

## 不祥事
同病院は、鳥取県立厚生病院が、本来、来院時１人の患者には請求できない院内トリアージ実施料を誤請求していたと報道されたことを受けて調査。その結果、院内トリアージ実施料の算定を開始した2013年4月24日から2014年7月28日までの間に、実施料を請求した3249件のうち60件が対象外となることが分かった。また、中国四国厚生局にトリアージ実施者の届け出をしていない看護士がトリアージを実施し、院内トリアージ実施料を算定していたケースが432件あり、計492件（49万2000円分）の実施料を不正に算定していたことが判明した。